# Bahamūt

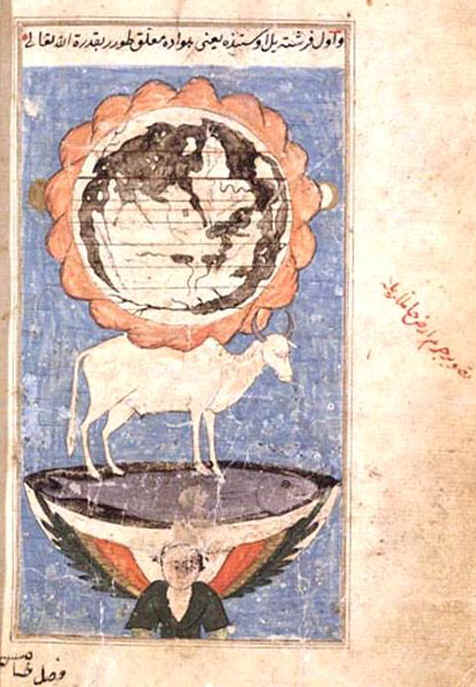
Rappresentazione del cosmo in un antico manoscritto arabo

Bahamut (in arabo بهموت‎?, Bahamūt), noto anche come Bahamuth, è un pesce colossale presente in una leggenda cosmologica araba, che sostiene sulla propria schiena il mondo.

## Etimologia
È talvolta tradotto come Behemot lasciando pensare che tale figura derivi dal biblico Behemoth. Tuttavia a sua volta tale termine potrebbe derivare dalla forma plurale dell'ebraico בהמה (bəhēmāh - animale), quale esempio di pluralis excellentiae, un'usanza ebraica di esprimere la grandezza di qualcosa pluralizzandone il nome. Indicherebbe, dunque, che tale animale si distingua dagli altri per dimensioni, potenza e forza.

## Descrizione
Il Bahamut sarebbe uno dei sostegni del mondo: sulla propria schiena regge il Kujata, un gigantesco toro il quale a sua volta sostiene un'enorme pietra di rubino che fa da pedana per un angelo di dimensioni tali da reggere sulle proprie spalle il mondo intero (o, secondo una versione più complessa della leggenda, tutti e sette i mondi esistenti). Il Bahamut è immerso in un lago che non ha nessun supporto se non oscurità, e non è noto cosa ci sia al di sotto dell'oscurità.
Un'altra versione della leggenda posizionerebbe la terra (oppure i sette mondi) all'interno di un mare in seno all'enorme pietra di rubino sostenuta dal Kujata. Altre differenze sono che in questa leggenda uno strato di sabbia sostiene i piedi del toro mitologico e che al di sotto del Bahamut si trova un vento "calmo e soffocante", questo sopra un velo di oscurità, quindi una cortina di nebbia e sotto l'ignoto.
Il Bahamut compare anche in uno dei racconti delle Mille e una notte, in questo caso al di sotto dell'oceano nel quale esso nuota si trova un abisso di aria, quindi fuoco quindi il grande serpente Falak, che per le sue dimensioni potrebbe ingoiare l'intera creazione, ma si trattiene solo per paura di Allah. Nel racconto, Allah dichiara a Gesù di creare ogni giorno quaranta nuovi Bahamut.
In alcune fonti, il Bahamut è descritto con la testa simile a quella di un ippopotamo o di un elefante.